# Giáo hoàng Vigiliô
Vigiliô (Latinh: Vigilius) là vị Giáo hoàng thứ 59 của Giáo hội Công giáo. Theo niên giám tòa thánh năm 1806 thì ông đắc cử năm 538 và ở ngôi Giáo hoàng trong 16 năm và khoảng 6 tháng. Niên giám năm 2003 xác định triều đại của ông bắt đầu từ ngày 29 tháng 3 năm 537 cho tới ngày 7 tháng 6 năm 555. Ông đã được Giáo hội suy tôn là thánh sau khi qua đời.

## Trở thành giáo hoàng
Truyền thống cho rằng ông được sinh tại Roma thuộc dòng dõi quý tộc. Ông kế vị ngai Giáo hoàng qua việc buôn bán chức thánh và vu khống là đồng loã với Hoàng hậu Theodora. Vì sự yếu đuối của mình mà ông bị Hoàng hậu Theodora và Hoàng Đế Justinian hăm doạ tống tiền. Guồng máy do Hoàng hậu Theodora chỉ đạo, đưa lên toà Thánh Phêrô một chức sắc, nhiều ít do dính dấp vào vụ chống Đức Silvêrô.
Bất chấp những áp lực của Hoàng hậu Theodora, ông cương quyết từ chối huỷ bỏ án tuyệt thông phạt những kẻ theo giáo thuyết Eutiches."Hoặc do ơn Chúa ban khi đăng quang, đã soi sáng cho người, hoặc do những khó khăn, do Totila, vua người Gốt, lúc đó gây ra tại nước Ý đã mở mắt cho người, thay vì cam phận làm công cụ dễ sai trong chính sách Đế quốc, Đức Vigilô lại tỏ ra độc lập" (Lịch sử giáo hội công giáo, website: Tamlinhvaodoi).

## Công đồng Constantinopolis
Ông cương quyết chống lại chính sách của hoàng đế Justianô trong vụ "Ba Chương" (Trois Chapitres). Hoàng đế Justinisnus nhận thấy bè Monophysism chống Calcedonia vì cho rằng công đồng đã nhượng bộ Nestorius. Justinisnus liền muốn cứu nguy cho công đồng bằng một giải pháp mà ông gọi là "phi phàm", bắt ép Roma phạt vạ tuyệt thông ba nhà thần học quá cố: Theodorus thành Mopsuest (430), Theodoret thành Cyro (457) và Ibas thành Edessa (449) vì có khuynh hướng Nestorius. Đó là vấn đề "Ba đoạn" (Tria Capitula), danh từ của Justinisnus khi ông tuyên bố về ba tác phẩm của những nhà thần học nói trên.

Giáo hoàng Vigilius

Với sự đồng ý của Giáo hoàng Agapitus, Justinisnus đã triệu tập công đồng tại Constantinople năm 553, để tỏ thái độ về vấn đề "ba đoạn". Công đồng đã được triệu tập tại Constantinople (Constantinopoli II – công đồng chung V) nghĩa là dưới sự "bảo vệ" của binh đội Byzancia, sẵn sàng ủng hộ giáo lý của Hoàng Đế, với hy vọng hão huyền, là đem những người theo thuyết Đơn tính trở về dàn. Công đồng này quy tụ 150 Giám mục phương Đông, 8 Giám mục châu Phi.
Giáo hoàng Agapitus từ Roma sang Constantinople, nhưng trái với ý đồ của hoàng đế, Đức Vigilô lại "trở chứng"! Và xảy ra cảnh một vị Giáo hoàng bị binh đội kéo chân, nắm tóc, lôi ra khỏi nhà thờ, nơi người tị nạn, mạnh tay đến lỗi làm đổ cả bàn thờ mà Giáo hoàng bám vào. Để tránh áp lực của các nghị phụ phần đông là Hy Lạp, ông đã bỏ trốn sang thành Calcedonia, nhất là vì ông quyết không chống lại việc luận phi "Ba đoạn", sợ rằng làm như thế sẽ mắc mưu bè Monophysism.
Ba tác phẩm của ba nhà thần học nói trên có khuynh hướng Nestorius mà công đồng Cacledonia (451) đã không luận phi vì các tác giả đã chết. Những người theo bè Monophysism bị kết án trong công đồng này muốn Giáo hoàng Agapius bác bỏ ba tác phẩm đó, vì họ nghĩ rằng đức Giáo hoàng luận phi "ba đoạn" tức là luận phi "Ba đoạn" tức là luận phi các việc công đồng Calcedonia. Dù không có mặt Giáo hoàng nhưng giáo chủ Eutykius cứ cho khai mạc Công đồng với sự tham dự của 164 Giám mục. Công đồng đã lên án "Ba đoạn", tuy nhiên không hề có một lời chê công đồng Calcedonia.
Để bản án được Giáo hoàng phê chuẩn và công đồng được liệt vào hàng đại công đồng, nhà vua đã dùng áp lực bắt Giáo hoàng Agapitus I phải ký nhận. Người của Hoàng Đế làm hết cách để bắt người phải phục tùng. Cuối cùng bị mắc mưu, cô lập, kiệt sức, bệnh hoạn và áp bức, Giáo hoàng đã nhượng bộ xác nhận nghị quyết của Công Đồng đã họp không có người và bất chấp người. Tuy nhiên khi bác bỏ "Ba đoạn" ông đã tuyên bố: không hề chê trách Calcedonia. Sau đó, Agapitus I đã trở về Roma, nhưng đến thành Syracusa thì qua đời.
Hành động của hoàng đế đã không giải quyết được vấn đề. Bè Monophysism vẫn tức tối vì công đồng cũng như Giáo hoàng đã không hề có lời phê phán Calcedonia. Không những thế, bên công giáo bất mãn vì thái độ chuyên quyền quyền tôn giáo của Giáo hoàng Vigiliô. Các Giám mục Phi châu, Bắc Ý và Illyria đả kích hành động của Justinianus, chê trách Giáo hoàng. Hai địa phận Milan và Aquilea chống đối ngôi Giáo hoàng và đại công đồng thứ 5 này trên nửa thế kỷ.

## Xoá tên trong Diptique
Tên của Giáo hoàng Vigiliô lúc bấy giờ bị xóa tên trên "thư giáp bảng" (diptique), nơi ghi danh tính các Giáo hoàng. Ông bị tố cáo là bội giáo, vì người ta cho rằng khi luận phi "Ba đoạn" tức là ông đã "tự rút khỏi giáo hội công giáo". Nhưng trên thực tế, ông vẫn trung thành với lập trường của Cacledonia, được vạch rõ trong bản tuyên ngôn đề ngày 11 tháng 4 năm 548.